# インカツノコガネ
インカツノコガネ（Inca clathratus）は、昆虫綱甲虫目コガネムシ科に属するハナムグリの1グループである。体長34.1mm〜43.9mmであり、中南米に生息し、主にマンゴーやアボカドの木の樹液を好む。 
これらの甲虫類は、傷または病気にかかった木の樹液の流れの周りを終日、場合によっては夜に見ることができる。 彼らは主にアボカドやマンゴーの木を含む樹液の樹液流を食する。 他の甲虫類と同じように、腐った果実も食べている。 Inca clathratusには 、 Inca clathratus sommeri 、 Inca clathratus clathratus 、およびInca clathratus quesneliを含む、いくつかの異なる亜種が存在する。  種名は「クラスラタ 」と 誤記されがち であるが、属名のインカは男性名詞。  

## 特徴

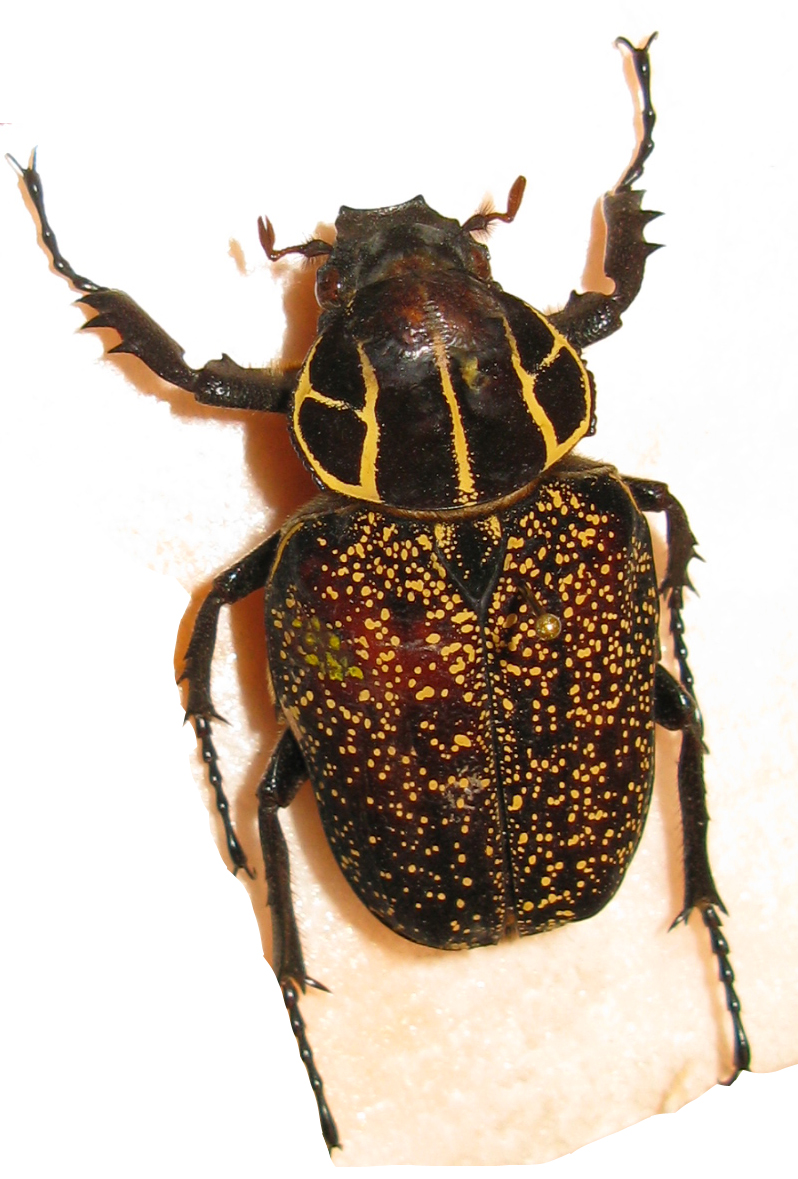
メス